# دیوید کنراد
دیوید کنراد (انگلیسی: David Conrad؛ زادهٔ ۱۷ اوت ۱۹۶۷) یک هنرپیشه، و بازیگر سینما اهل ایالات متحده آمریکا است.

## گزیده فیلمشناسی
از فیلم‌ها یا برنامه‌های تلویزیونی که وی در آن نقش داشته‌است می‌توان به آثار زیر اشاره کرد.
- تاریکی (فیلم ۱۹۹۳) (۱۹۹۳)
- سفیدبرفی (۱۹۹۷)
- بازگشت به بهشت (۱۹۹۸)
- مردان افتخار (۲۰۰۰)
- چیزی غیر از این (۲۰۰۳)
- مهمانان ناخوانده عروسی (۲۰۰۵)
- دیوانه (فیلم ۲۰۰۷) (۲۰۰۷)
- تونل زمان (فیلم) (۲۰۰۲)
- محرمانه لس آنجلس (فیلم) (۲۰۰۳)
- دکتر هاوس (۲۰۰۵)
- سی‌اس‌آی: میامی (۲۰۱۰)
- همسر خوب (۲۰۱۱)
- مأموران شیلد (۲۰۱۳–۲۰۱۴, ۲۰۱۸)
- نظم و قانون: واحد قربانیان ویژه (۲۰۱۳)
- کسل (مجموعه تلویزیونی) (۲۰۱۵)